# Nitrozosečnina
Nitrozosečnina  je ime za molekulo CH3N3O2, ki je sorodna sečnini, le da je na en dušik pripet še kisik, ki tvori nitrozo-skupino (—NO). Hkrati je to tudi krovno ime za vrsto spojin, ki v vsebujejo omenjeno strukturno prvino.

## Primeri
Med nitrozosečnine prištevamo nekatere spojine, ki se uporabljajo kot učinkovine proti raku: 
- karmustin
- lomustin
- semustine
- streptozotocin

Sém spada tudi na primer etilnitrozosečnina (ENU), močno mutagena spojina.
Nitrozosečnine alkilirajo DNK, kar je tudi mehanizem delovanja nekaterih spojin iz te skupine, ki se uporabljajo za zdravljenje raka. Gre za lipofilne spojine, ki prehajajo krvno-možgansko pregrado in so zato uporabne tudi za zdravljenje možganskih tumorjev (npr. multiformni glioblastom).

## Neželeni učinki
Nekatere nitrozosečnine (npr. lomustin) povezujejo z nastankom intersticijskega pljučnega raka.
Nitrozosečnine delujejo škodljivo na kostni mozeg (so mielotoksične), kar se kaže zlasti v upadu števila belih krvničk in krvnih ploščic v krvi, ki se pokaže s 4- do 6-tedensko zakasnitvijo po začetku zdravljenja. Zaradi te zakasnitve morajo biti premori med dvema ciklusuma zdravljenja daljši kot pri večini ostalih zdravil za zdravljenje raka.
Poleg tega sta najpomembnejša neželena učinka derivatov nitrozosečnine slabost in izpadanje las. Nekati derivati nitrozosečnine so tudi škodljivi za ledvice in pljuča.